# Lhota (Dolní Břežany)
Lhota je vesnice v okrese Praha-západ, je součástí obce Dolní Břežany. Nachází se asi 2 km na jihozápad od Dolních Břežan. Je zde evidováno 206 adres.
V katastrálním území Lhota u Dolních Břežan leží i části obce Zálepy a Jarov.

## Historie
První písemná zmínka o vesnici pochází z roku 1364.

## Přírodní poměry
Severně od vesnice leží Břežanské údolí, kterým protéká Břežanský potok. Břežanské údolí je také přírodní památka, která se nachází západně od vesnice.